# Rete ferroviaria dell'Abruzzo

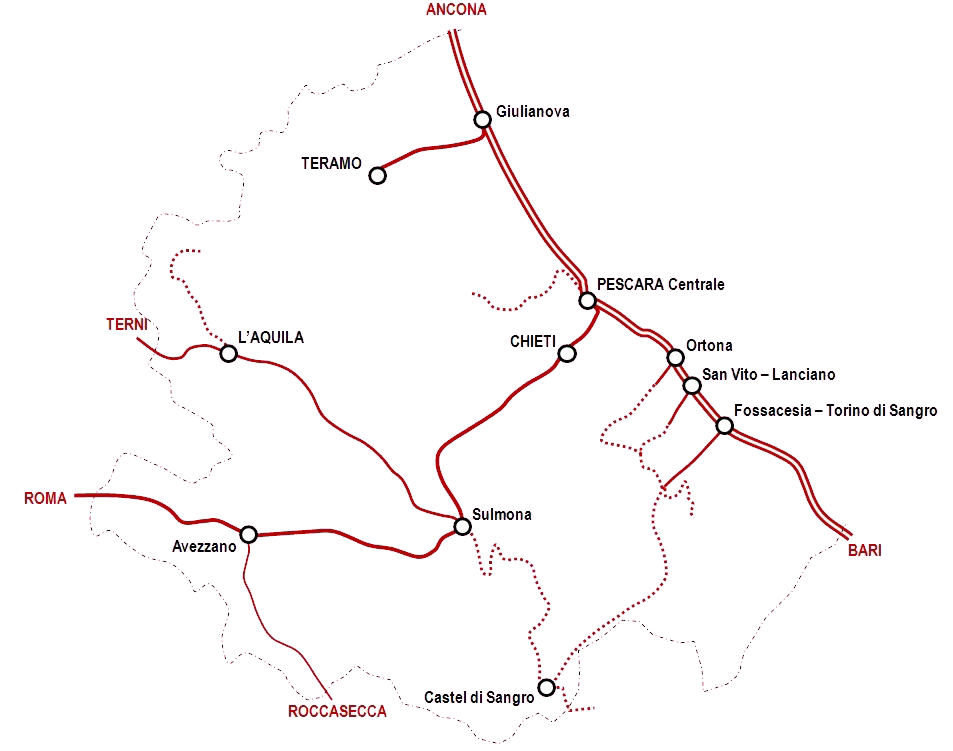
Mappa della rete ferroviaria abruzzese.

La rete ferroviaria dell'Abruzzo comprende linee esclusivamente a scartamento ordinario e che si sviluppano per un totale di circa 834 km di lunghezza, di cui 648 km sono gestiti dalla Rete Ferroviaria Italiana (RFI) ed i restanti 186 km da Società Unica Abruzzese di Trasporto  (TUA).

## Storia

### Primi progetti
I primi progetti volti a dotare la regione di un sistema ferroviario risalgono alla prima metà del XIX secolo. Più precisamente l'obiettivo era quello di migliorare i collegamenti tra l'Abruzzo e le altre province del Regno delle Due Sicilie ed in particolare tra Sulmona, L'Aquila — al tempo chiamata semplicemente Aquila, importante città di frontiera del Regno delle Due Sicilie — e Napoli, oltre che consentire alla città partenopea di avere uno sbocco strategico sul medio Adriatico.

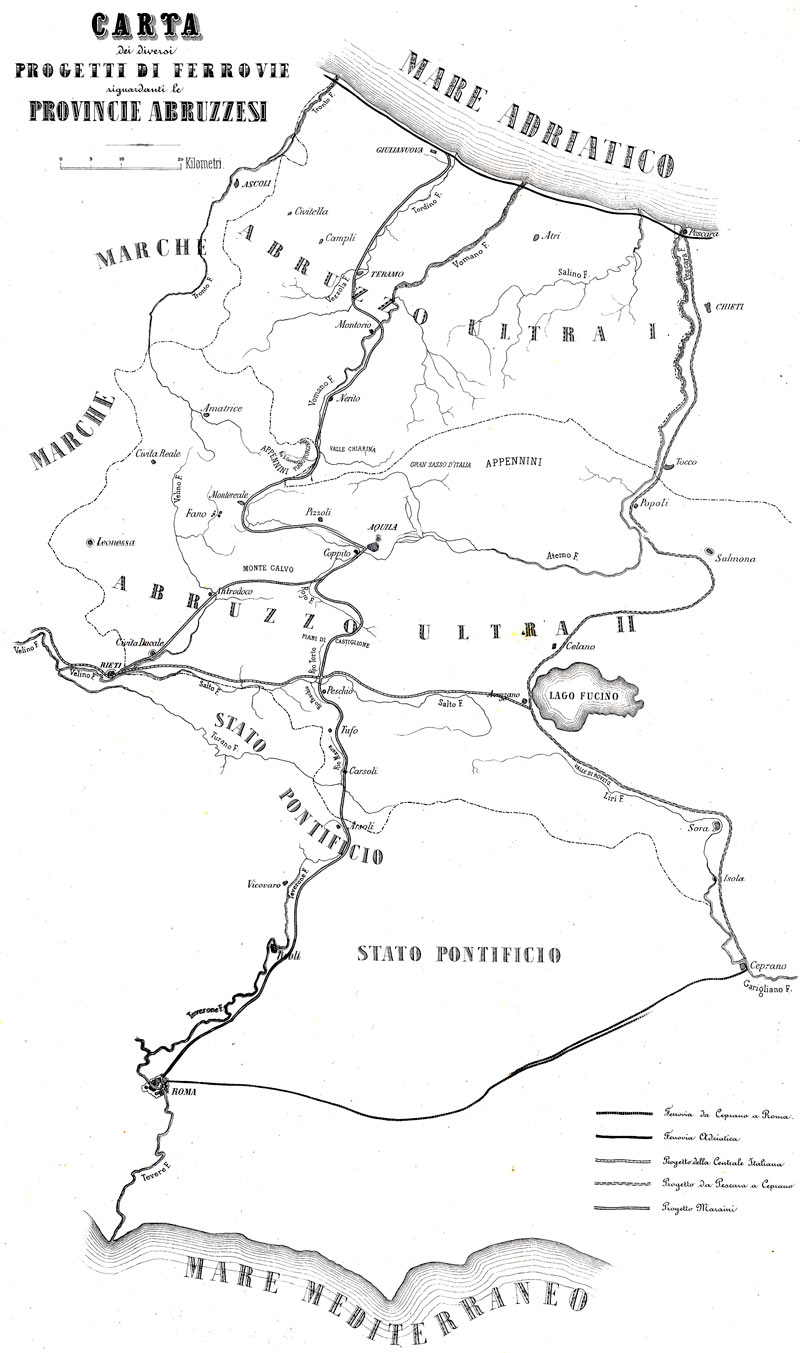
I progetti per le linee ferroviarie nell'Abruzzo preunitario.

Nel maggio del 1853 il barone Panfilo De Riseis propose e fece approvare il progetto per un'imponente linea ferroviaria che da Napoli arrivasse ad Ailano, nel casertano (dove sarebbe stata posta la diramazione per Ceprano e Roma), proseguisse per Isernia e Castel di Sangro e quindi scendesse la valle del Sangro sino a Lanciano ed Ortona, uno dei principali porti abruzzesi sull'Adriatico; da qui la ferrovia avrebbe risalito la costa attraversando Pescara (dove si sarebbe attestata la diramazione per Chieti, Sulmona e L'Aquila), Castellammare Adriatico, Giulianova (dove era previsto l'innesto della diramazione per Teramo) attestandosi infine al confine con lo Stato Pontificio nei pressi di San Benedetto del Tronto. Il progetto tuttavia incontrò numerosi impedimenti burocratici, dovuti in particolare ad alcune controversie sulla gestione dell'impianto di illuminazione, e non fu mai realizzato.

### La ferrovia adriatica e la tratta aquilana (1863-1875)
La ferrovia giunse comunque in Abruzzo una volta completata l'Unità d'Italia, nel 1863, quando cominciarono i lavori di costruzione della tratta della ferrovia Adriatica tra Ancona e Pescara ad opera della Società Italiana per le Strade Ferrate Meridionali costituitasi l'anno precedente a Torino.
La tratta fu inaugurata il 13 maggio — consentendo il ricongiungimento delle due sponde del fiume Pescara tra Castellammare Adriatico e Pescara — e venne immediatamente prolungata verso Ortona, raggiunta il 15 settembre. Il 25 aprile 1864 fu inaugurata la tratta tra Ortona e Foggia, concludendo così i lavori sulla parte abruzzese della linea.
Per consentire all'Abruzzo interno di raggiungere la nuova infrastruttura, cominciò la realizzazione — sempre ad opera della medesima società — della linea tra Pescara e L'Aquila, aperta nel suo tratto tra il capoluogo adriatico e Popoli il 1º marzo 1873, mentre pochi mesi più tardi (il 1º novembre) fu inaugurato il tratto sino a Sulmona, all'epoca dotata di una stazione passante situata molto più a nord della cittadina peligna. Il 10 maggio 1875 fu attivata l'intera tratta (la cosiddetta "ferrovia aquilana") sino all'Aquila, la cui stazione fu realizzata anch'essa fuori dal centro abitato, sulle sponde dell'Aterno.

### I prolungamenti verso Roma e Terni e la Giulianova-Teramo (1882-1888)
Dal capoluogo abruzzese la linea sarebbe dovuta poi riscendere sino a Carsoli per collegarsi infine a Roma ma il progetto fu contestato dalla cittadinanza sabina e picena che premeva per un tracciato ricalcante la via Salaria e quindi passante per Rieti ed Ascoli Piceno: alle due proposte venne preferita la tratta passante per Avezzano e Sulmona che permise di collegare l'urbe con Pescara mediante una linea di 240 km (100 in meno della linea aquilana) ma che di fatto tagliò fuori la principale città abruzzese dell'epoca dalle maggiori direttrici nazionali. La linea venne completata, con l'attivazione del tratto tra Sulmona e Cineto Romano, il 30 luglio 1888. Sulmona divenne pertanto il principale scalo dell'Abruzzo interno e la sua stazione venne ricostruita più a sud della precedente in prossimità dell'abitato, costringendo i treni della tratta L'Aquila-Pescara ad effettuare un'inversione di marcia in corrispondenza dello scalo.
Pochi anni prima (tra il 1882 ed il 1883) era stata prolungata la linea L'Aquila-Sulmona arrivando a raggiungere Terni, dove si sarebbe collegata alla ferrovia Roma-Ancona, già completata sin dal 1865. Nel 1884 fu invece realizzata la ferrovia Giulianova-Teramo che nei precedenti piani sarebbe dovuta essere la tratta terminale della linea Roma-L'Aquila-Giulianova, mai realizzata; a testimonianza di ciò, la stazione di Teramo fu realizzata come passante e non di testa come poi, nei fatti, si rilevò.

### La realizzazione dei tracciati minori (1897-1915)
Le ferrovie abruzzesi entravano inoltre una più ampia progettazione di una dorsale appenninica che da Perugia avrebbe raggiunto Potenza, per cui nel 1897 fu completato il prolungamento della Terni-Aquila-Sulmona sino ad Isernia, passante per le stazioni di Rivisondoli — che con i suoi quasi 1269 metri s.l.m. è la più alta dell'Italia peninsulare e la seconda tra i confini nazionali — e Castel di Sangro. Più internamente venne invece realizzata un'altra linea a servizio della dorsale appenninica per collegare Avezzano e la Marsica alla provincia di Terra di Lavoro; tuttavia i lavori procedettero a rilento e l'intera tratta sino a Roccasecca fu completata solo nel 1902, anno dell'inaugurazione della tratta Balsorano-Avezzano in seguito alla realizzazione della galleria elicoidale di Capistrello.
Contemporaneamente si prevedeva il collegamento dell'Abruzzo meridionale cismontano con i centri più importanti della fascia costiera teatina; furono presentati diversi progetti, il più semplice dei quali prevedeva un tracciato parallelo al fiume Sangro che da Torino di Sangro risalisse fino a Castel di Sangro e che fu, tuttavia, fortemente ostracizzato dalla comunità lancianese dato che non prevedeva il passaggio nella cittadina frentana. I lavori eseguiti tra il 1912 ed il 1915 portarono infine ad una linea che dall'Alto Sangro scendesse lungo il corso del fiume per poi sdoppiarsi in due bracci, uno diretto verso Lanciano e San Vito Chietino e l'altro verso Guardiagrele ed Ortona. Erano tuttavia previsti prolungamenti a nord verso Chieti ed a sud verso Vasto che non furono realizzati per lo scoppio della prima guerra mondiale

### Le ferrovie abruzzesi tra le due guerre (1922-1945)

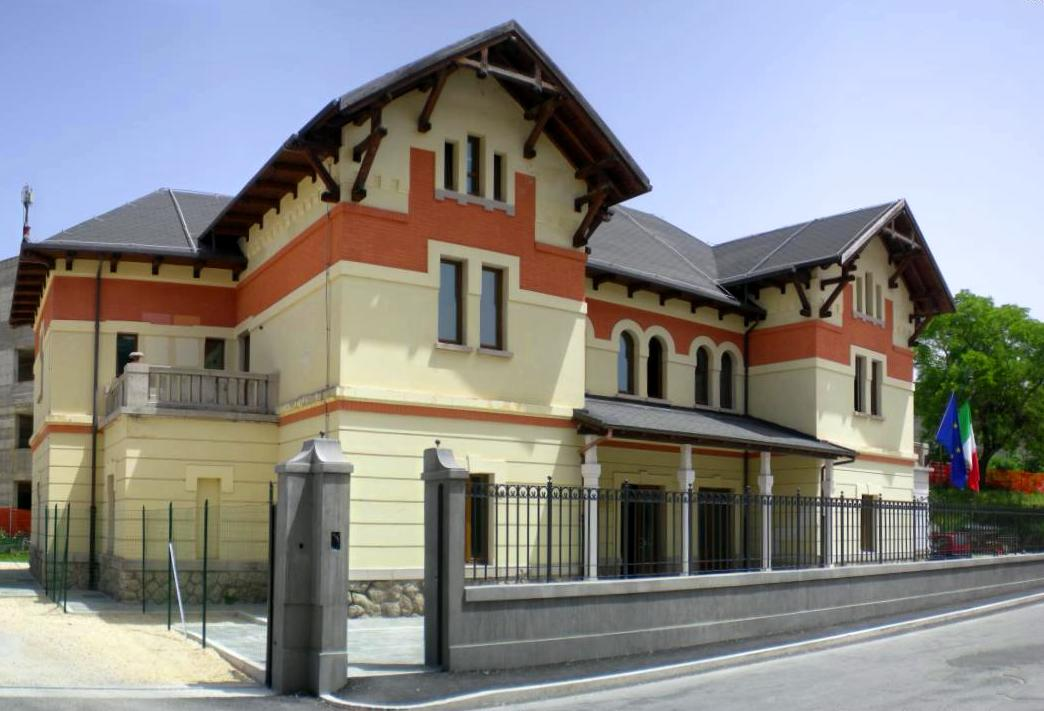
La stazione aquilana della Società Industriale Aterno (SIA).

Nel primo dopoguerra si rese necessario il collegamento dell'Abruzzo pedemontano con la rete ferroviaria regionale. In questa visione fu ripresa in considerazione l'idea di collegare L'Aquila e Teramo tramite un tracciato che riprendesse quello della strada statale 80 del Gran Sasso d'Italia, andando a ricollegarsi alla ferrovia Teramo-Giulianova, già in funzione da 40 anni. Tale percorso fu preferito a quello più corto — passante per Paganica e, attraverso un traforo sotto il Gran Sasso d'Italia, Fano Adriano — principalmente per motivi economici, perché avrebbe consentito di raggiungere i giacimenti di torba presenti nei pressi di Campotosto.
Già nel 1906 si era costituita la Società Anonima Imprese Industriali Alto Aquilano, poi divenuta Società Industriale Aterno (SIA), che il 23 luglio 1910 presentò il progetto al Ministero dei lavori pubblici. Tuttavia l'iter legislativo fu molto lento e l'autorizzazione alla costruzione della linea arrivò solamente dieci anni dopo, nel 1920, dopo la prima guerra mondiale; di conseguenza il primo tronco — dall'Aquila, dove fu realizzato un nuovo fabbricato viaggiatori ad uso esclusivo della SIA posto frontalmente alla stazione principale, fino a Capitignano — fu attivato il 27 febbraio 1922.
A causa della mancata realizzazione del prolungamento verso Campotosto, Montorio al Vomano e Teramo, la tratta ebbe uno scarso traffico di passeggeri che ne decretò la chiusura dopo poco più di un decennio di vita, nel 1935. Anche il traffico merci, assai sostenuto negli anni Venti, era infatti calato inesorabilmente con l'esaurimenti dei giacimenti di torba per cui la linea rimase inattiva sino agli anni Cinquanta quando venne definitivamente smantellata.
Nello stesso periodo era stata realizzata la ferrovia elettrica a scartamento ridotto tra Penne, Montesilvano e Pescara che, approvata già negli anni Dieci, venne attivata solamente il 22 settembre 1929. La linea prevedeva il passaggio per l'attuale stazione di Pescara Centrale e il capolinea nella stazione di Pescara Porto.

### Gli interventi nel dopoguerra (1945-2011)
Con la seconda guerra mondiale, moltissime tratte avevano subito gravi danneggiamenti. Nel 1963 — negli anni del boom economico e della motorizzazione di massa — fu definitivamente soppressa la linea Pescara-Penne che era stata ricostruita e riattivata solo nel 1947, dopo le devastazioni belliche. Scomparve così ogni collegamento ferroviario con il porto di Pescara e rimasero abbandonate le stazioni cittadine di Pescara Santa Filomena (pesantemente ristrutturata e riconvertita a centro sociale dal comune nel 1981) e di Pescara Porto. Analoga sorte subirono, poco dopo, le tratte della ferrovia Adriatico Appennino, poi riattivate parzialmente negli Anni Novanta, principalmente per il servizio merci a dotazione dell'importante distretto industriale della Val di Sangro.

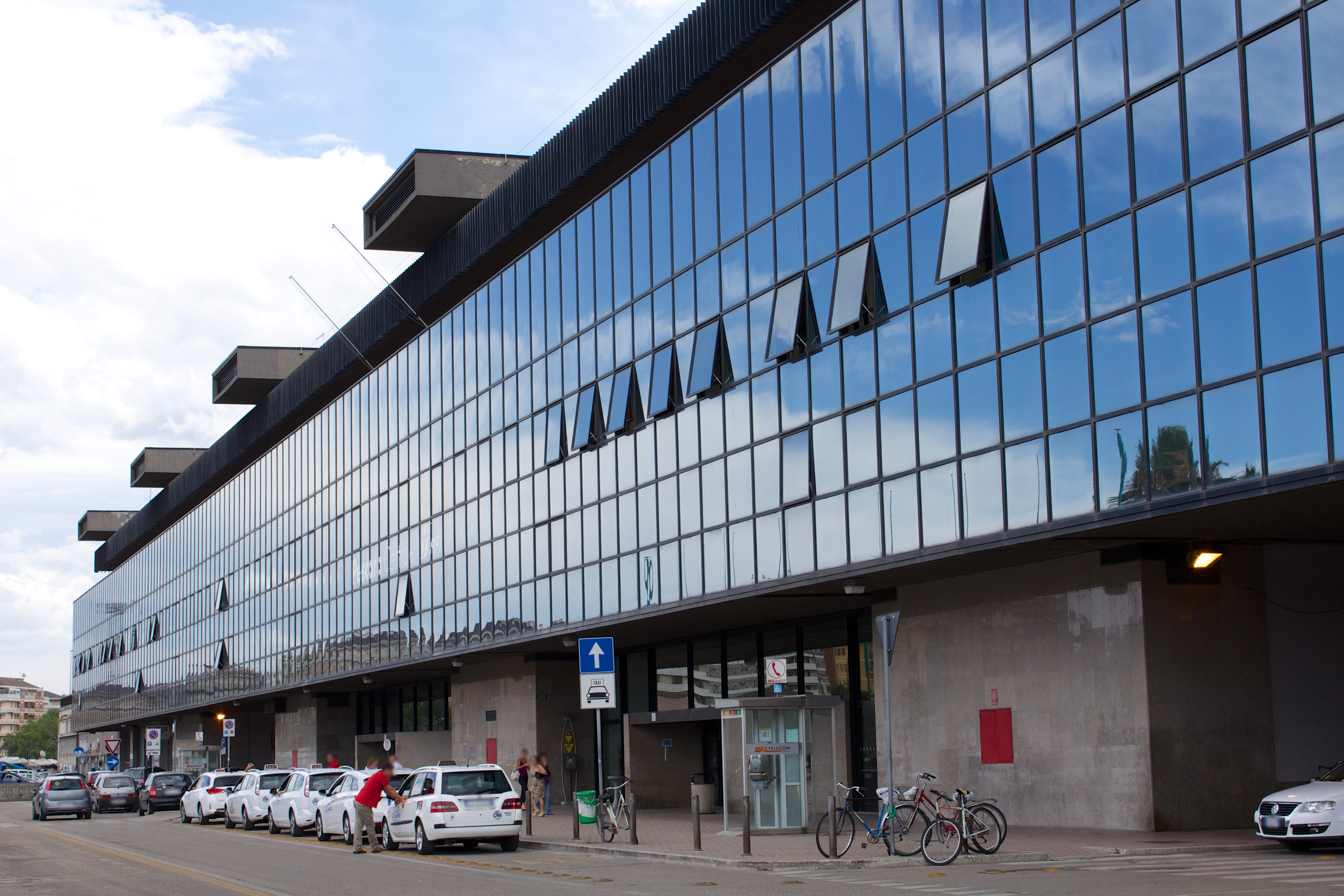
La stazione di Pescara Centrale.

Nel 1987, sempre a Pescara, venne completata la variante che — staccandosi dalla tratta originaria subito dopo la stazione di Montesilvano e ricongiungendosi alla stessa, dopo l'attraversamento del fiume Aterno-Pescara, a Pescara Porta Nuova — permise di dare respiro al centro della città adriatica, notevolmente ingranditosi nei decenni passati; in quell'occasione venne arretrata e totalmente ricostruita la stazione di Pescara Centrale, eliminando tutti i passaggi a livello nel territorio comunale. Nel 2005 fu invece attivata la variante nei due tratti tra Ortona e Casalbordino-Pollutri e tra Porto di Vasto e Vasto-San Salvo, arretrando anche in quel caso la ferrovia originaria (che lambiva la costa dei Trabocchi) verso l'interno.
Pochissimi altri furono, infine, gli interventi sulle tratte dell'Abruzzo interno, sia sulla dorsale appenninica che sulle tratte trasversali, poiché, soprattutto in seguito alla realizzazione dei due corridoi autostradali tra Roma e l'Adriatico (la A24 Roma-L'Aquila-Teramo, con prosecuzione sulla superstrada Teramo-mare e la A25 Torano-Pescara), il trasporto su gomma soppiantò presto quello su ferro, già fortemente limitato dalla tortuosità dei tracciati e dai lunghi tempi di percorrenza, divenuti non concorrenziali.
L'ultima tratta a soccombere è stata la Sulmona Isernia, chiusa interamente al servizio passeggeri tra il 2010 ed il 2011 ed occasionalmente riaperta a fini turistici, in particolare nella stagione invernale.

### Progetti recenti e sviluppi futuri
I progetti di sviluppo delle ferrovie in Abruzzo si concentrano sull'adeguamento delle tratte esistenti agli standard europei prevedendo, in particolare, il potenziamento tecnologico della ferrovia Adriatica, il raddoppio dei binari sulla linea Roma-Pescara e l'elettrificazione della linea Terni-Sulmona; su questi ultimi due tronchi è inoltre previsto il rifacimento della cosiddetta "bretella di Sulmona Santa Rufina" per permettere un collegamento diretto e più veloce tra L'Aquila e Pescara ricongiungendo le due tratte. Sono inoltre programmati interventi per favorire lo scambio intermodale in corrispondenza dell'aeroporto di Pescara e del porto di Ortona.
Numerosi i progetti per il riutilizzo dei tracciati ferroviari ad uso del trasporto pubblico o della mobilità lenta: dal 2010, sulla vecchia tratta pescarese della ferrovia Adriatica (inattiva dal 1987), è in costruzione una linea filoviaria mentre sulla tratta aquilana della ferrovia Terni-Sulmona — tra Sassa-Tornimparte e San Demetrio ne' Vestini — è prevista la realizzazione di un servizio integrato di ferrovia urbana. Sulle tratte abbandonate relative alla costa teatina è in programma la realizzazione di percorsi ciclo-pedonali, nell'ambito del più esteso progetto del Corridoio Verde Adriatico. Un progetto di riconversione in pista ciclabile interessa anche un cospicuo tratto della ferrovia L'Aquila-Capitignano (inattiva dal 1935), nella valle dell'Aterno.
Per quanto riguarda le nuove realizzazioni, è in progetto il rifacimento della tratta sangritana sino a Castel di Sangro dove, peraltro, è prevista la costruzione di una nuova stazione di riunificazione tra la due tratte, quella già citata verso Lanciano e quella verso Sulmona, attualmente a servizio stagionale.

## Cronologia principale
| Data              | Tratta                     | Linea                         | Stato                                        |
| ----------------- | -------------------------- | ----------------------------- | -------------------------------------------- |
| 13 maggio 1863    | Ancona-Pescara             | Ferrovia Adriatica            | Attiva                                       |
| 15 settembre 1863 | Pescara-Ortona             | Ferrovia Adriatica            | Attiva                                       |
| 25 aprile 1864    | Ortona-Foggia              | Ferrovia Adriatica            | Attiva                                       |
| 1º novembre 1873  | Pescara-Sulmona            | Ferrovia Aquilana             | Attiva                                       |
| 10 maggio 1875    | Sulmona-L'Aquila           | Ferrovia Aquilana             | Attiva                                       |
| 30 ottobre 1883   | L'Aquila-Terni             | Ferrovia Terni-Sulmona        | Attiva                                       |
| 15 luglio 1884    | Giulianova-Teramo          | Ferrovia Giulianova-Teramo    | Attiva                                       |
| 30 luglio 1888    | Sulmona-Roma               | Ferrovia Roma-Pescara         | Attiva                                       |
| 18 settembre 1897 | Sulmona-Isernia            | Ferrovia Sulmona-Isernia      | Attiva eccetto servizio passeggeri ordinario |
| 20 agosto 1902    | Avezzano-Roccasecca        | Ferrovia Avezzano-Roccasecca  | Attiva                                       |
| 1º agosto 1912    | San Vito Chietino-Lanciano | Ferrovia Adriatico Appennino  | Attiva                                       |
| 10 novembre 1912  | Ortona-Guardiagrele        | Ferrovia Adriatico Appennino  | Parz. attiva                                 |
| 4 settembre 1913  | Lanciano-Guardiagrele      | Ferrovia Adriatico Appennino  | Soppressa                                    |
| 1º agosto 1915    | Lanciano-Castel di Sangro  | Ferrovia Adriatico Appennino  | In rifacimento                               |
| 27 febbraio 1922  | L'Aquila-Capitignano       | Ferrovia L'Aquila-Capitignano | Soppressa                                    |
| 22 settembre 1929 | Pescara-Penne              | Ferrovia Pescara-Penne        | Soppressa                                    |

## Estensione della rete

### Linee in esercizio

#### Dorsale adriatica

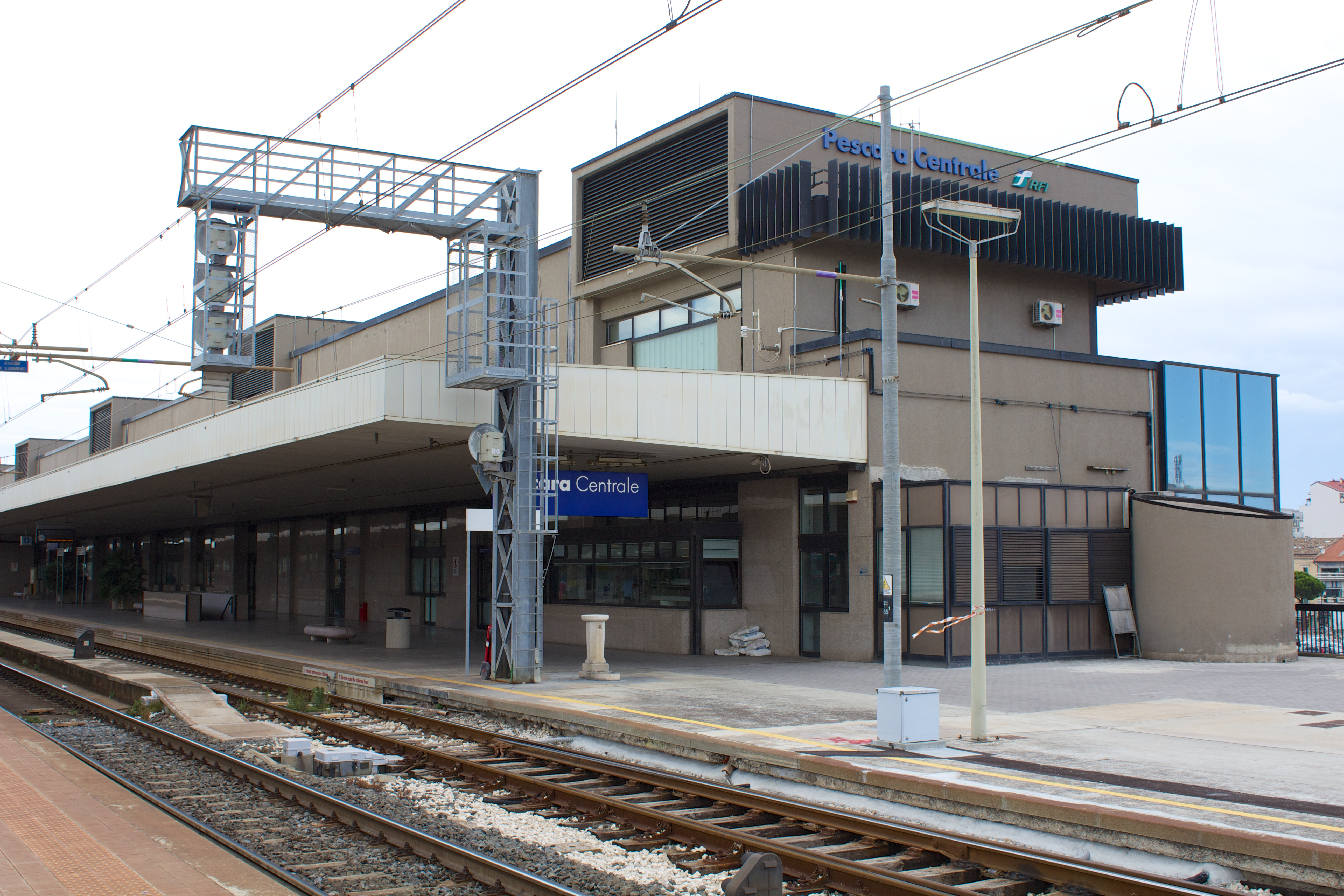
La ferrovia Adriatica in prossimità della stazione di Pescara Centrale.

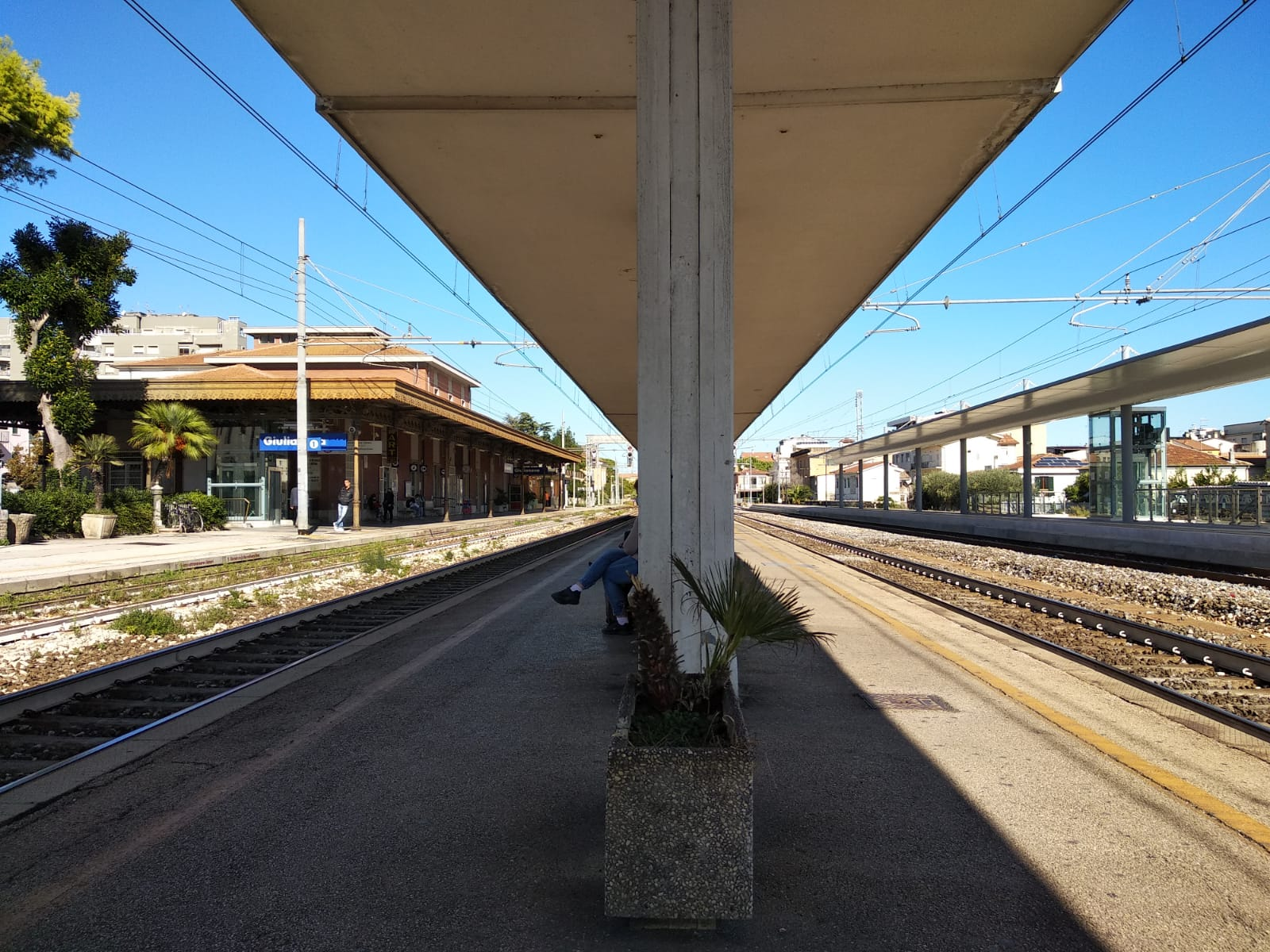
La stazione di Giulianova, interscambio fra la ferrovia Adriatica e la ferrovia Teramo-Giulianova

La dorsale adriatica è caratterizzata dalla presenza della ferrovia Ancona-Lecce, posta parallela al mare Adriatico; questa linea — l'unica a doppio binario nel sistema ferroviario regionale ed interamente elettrificata — è generalmente separata in due tronchi (Ancona-Pescara e Pescara-Bari) che si dividono in corrispondenza della stazione di Pescara Centrale, principale nodo della linea. La tratta attraversa l'intera regione percorrendo 113 km tra le stazioni di Alba Adriatica-Nereto-Controguerra e Vasto-San Salvo.
Pescara è anche la stazione di testa della linea per Roma. Inoltre, sul tratto abruzzese del tronco Ancona-Pescara insiste la ferrovia Teramo-Giulianova che consente il collegamento tra il capoluogo aprutino e la località adriatica su un percorso di 26 km che, oltre ai capolinea, tocca anche le stazioni di Bellante e Mosciano Sant'Angelo. Sul tratto del tronco Pescara-Bari insistono, invece, alcuni tracciati della ferrovia Sangritana, ed in particolare le linee San Vito-Lanciano, Ortona Marina-Caldari e Fossacesia-Saletti mentre altri tracciati sono in fase di attivazione.
- Ancona-Pescara-Lecce (RFI)
- Teramo-Giulianova (RFI)
- San Vito-Lanciano (FAS)
- Ortona Marina-Caldari (FAS)
- Fossacesia-Torino di Sangro-Saletti (FAS)

#### Dorsale appenninica

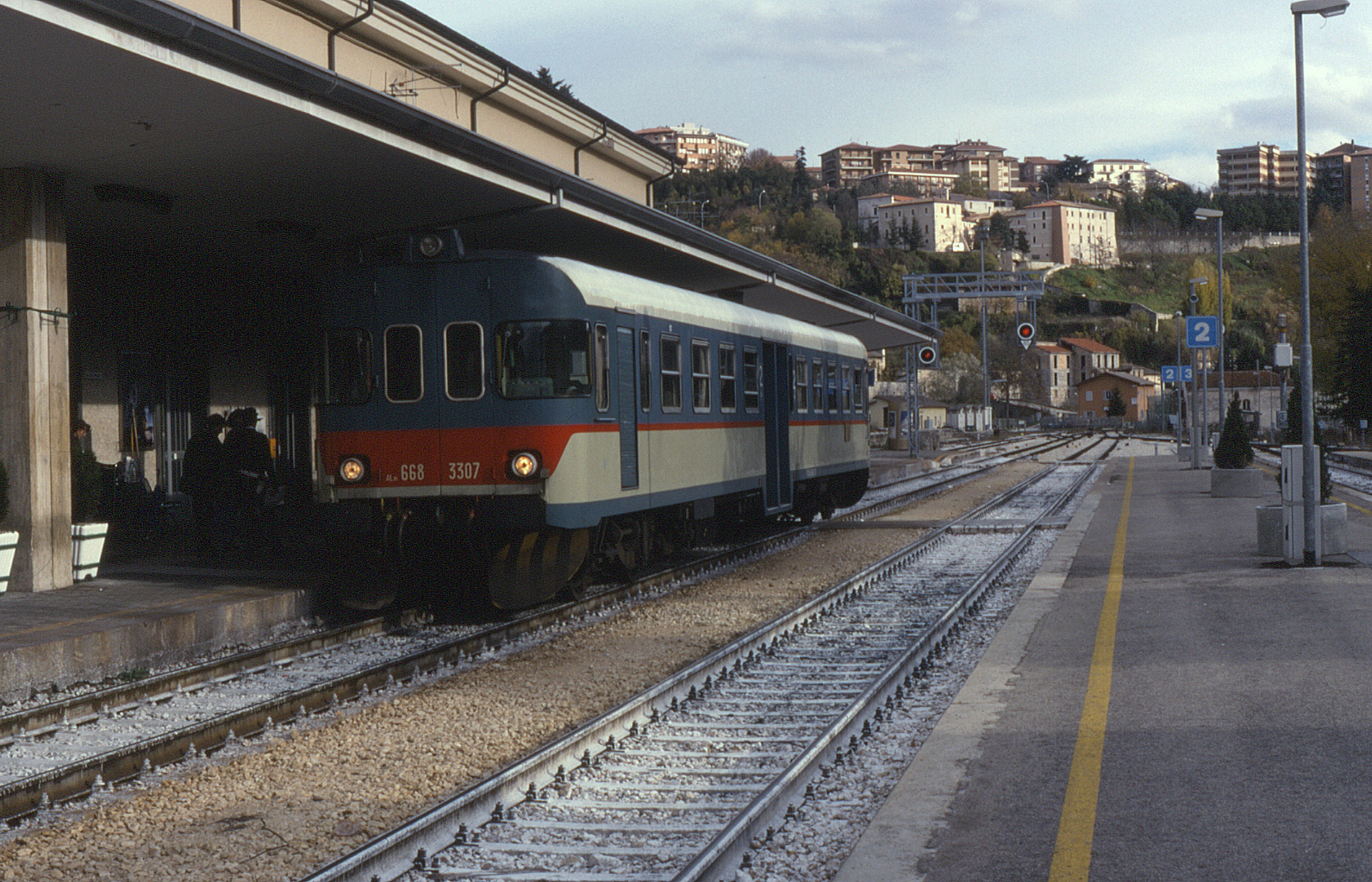
La ferrovia Terni-Sulmona negli anni Novanta, in prossimità della stazione dell'Aquila.

La dorsale appenninica è caratterizzata dalla presenza della ferrovia Terni-Sulmona che attraversa longitudinalmente l'Abruzzo da nord a sud consentendo il collegamento tra le linee Roma-Ancona e Roma-Pescara e, più specificatamente nel tratto abruzzese, tra L'Aquila e Sulmona, toccando — lungo un percorso di 79 km sui 164 dell'intera linea — anche le stazioni di Sassa-Tornimparte, San Demetrio ne' Vestini e Molina-Castelvecchio Subequo. A Sulmona la linea prosegue idealmente il suo tracciato sulla ferrovia Sulmona-Isernia che permette di raggiungere le località di Roccaraso e Castel di Sangro seppur, dal 2011, solamente per fini turistici.
Più interna è invece la ferrovia Avezzano-Roccasecca che unisce la valle del Liri alla Marsica consentendo il collegamento tra la ferrovia Roma-Pescara e la ferrovia Roma-Cassino-Napoli. Tutte le tratte citate sono a binario semplice e non elettrificate.
- Terni-L'Aquila-Sulmona (RFI)
- Avezzano-Roccasecca (RFI)

#### Linee trasversali

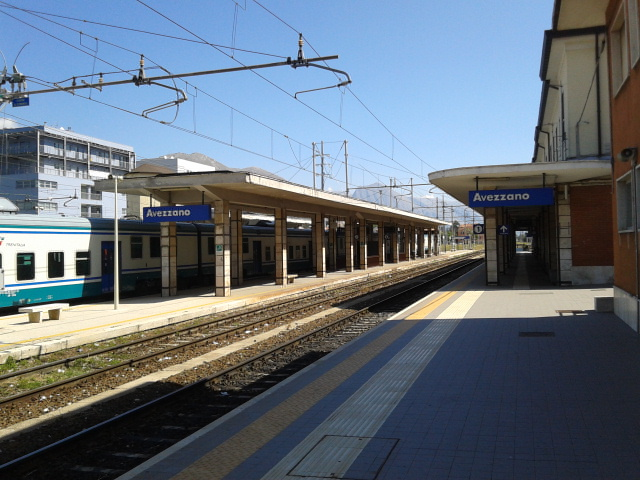
La ferrovia Roma-Pescara in prossimità della stazione di Avezzano.

Il sistema trasversale è formato esclusivamente dalla già citata ferrovia Roma-Pescara, unica tratta in Abruzzo che consente il collegamento tra la dorsale tirrenica e quella adriatica. La tratta, elettrificata seppur a semplice binario è suddivisa in tre tronchi: quello Roma-Avezzano caratterizzato da un elevato pendolarismo verso la Capitale, quello interno tra Avezzano e Sulmona riservato al trasporto locale e quello Sulmona-Pescara caratterizzato da un medio pendolarismo verso il capoluogo adriatico.
Più a sud è inoltre presente la linea Castel di Sangro-Lanciano della ferrovia Sangritana, che attraversa tutta la valle del Sangro dall'Abruzzo interno sino all'innesto sulla dorsale adriatica e che è sospesa dal 2006.
- Roma-Avezzano-Sulmona-Pescara (RFI)

### Linee soppresse
La ferrovia L'Aquila-Capitignano avrebbe dovuto essere il primo tronco di un più ampio tracciato verso Teramo e Giulianova mai realizzato, la ferrovia Roma-Giulianova; la linea, a binario unico e scartamento ordinario, fu soppressa già negli anni 1930 in seguito al definitivo abbandono del progetto. Al secondo dopoguerra sono invece databili le chiusure della ferrovia Pescara-Penne, a trazione elettrica e scartamento ridotto, e di alcune tratte della Ferrovia Sangritana.
- L'Aquila-Capitignano (1922-1935)
- Pescara-Penne (1929-1963)
- Caldari-Guardiagrele (1912-1981)
- Archi-Atessa (1913-1982)
- Sulmona-Castel Di Sangro-Isernia (1892-2011; in funzione solo per treni turistici)
- Lanciano-Castel Di Sangro (1912-2006)

## Stazioni principali
In Abruzzo si contano 95 stazioni, di cui 76 in esercizio gestite da RFI; le stazioni di Chieti, L'Aquila e Pescara Centrale fanno parte del programma Centostazioni e sono gestite dall'omonima società. Diverse stazioni situate lungo la linea Sangritana, come la stazione di Lanciano, sono invece gestite da TUA.
L'unica stazione facente parte della categoria Gold è Pescara Centrale. Le stazioni facenti parte della categoria Silver sono invece, oltre alle già citate Chieti e L'Aquila, quelle di Avezzano, Montesilvano, Pescara Porta Nuova, Pineto-Atri, Silvi, Sulmona, e Vasto-San Salvo.
Le principali città sono servite da più scali ferroviari: L'Aquila ne conta cinque all'interno del territorio comunale (L'Aquila, Paganica, San Gregorio, Sassa NSI e Sassa-Tornimparte) mentre Pescara ne conta quattro (Pescara Centrale, Pescara Porta Nuova, Pescara Tribunale e Pescara San Marco). Altri comuni dotati di più stazioni sono Sulmona (Sulmona, Sulmona Introdacqua e Sulmona Santa Rufina), Capistrello (Capistrello, Cupone, Pescocanale) e San Vincenzo Valle Roveto (San Vincenzo Valle Roveto, Roccavivi, Morrea-Castronovo-Rendinara) con tre e infine Chieti (Chieti e Chieti Madonna delle Piane), (Avezzano (Avezzano e Paterno-San Pelino), Balsorano (Balsorano e Ridotti-Collepiano), Pratola Peligna (Pratola Peligna, Pratola Peligna Superiore), Tagliacozzo (Tagliacozzo, Villa San Sebastiano) e Vasto (Vasto-San Salvo, Porto di Vasto) con due.
In passato anche Giulianova era dotata di due stazioni entro il suo territorio comunale, fin quando quella di Colleranesco, più volte negli anni riproposta per una nuova ricostruzione, fu smantellata; l'unica stazione ad essere deposito locomotive è Sulmona.